# Sultans of Swing
„Sultans of Swing“ je skladba britské rockové skupiny Dire Straits z jejich stejnojmenného alba, pro které tuto skladbu napsal a složil Mark Knopfler. Přestože poprvé vyšla v roce 1978, tak teprve až vydání v roce 1979 mělo v USA a ve Spojeném království úspěch.
Skladba byla nejprve nahrána jako demonahrávka v Pathway Studios v severním Londýně v červenci 1977 a rychle se dostala do rádia BBC London 94.9. Skladba byla znovu nahrána počátkem roku 1978 ve studiu Basing Street Studios pro jejich debutové album Dire Straits.

## Kompozice
Podle notového zápisu od Sony/ATV Music Publishing na webstránce Musicnotes.com je skladba nahrána v celém taktu s tempem 146 bpm. Je složená v tónině d moll, přičemž Knopflerův hlasový rozsah se pohybuje od G3 po D5. Skladba má základní posloupnost akordů Dm–C–B♭–A pro verše a F–C–B♭ pro refrény. Riff ve skladbě je založen na kvintakordu, především kvartsextakordu. Knopfler později použil podobné kvintakordy ve skladbě "Lady Writer".

## Seznam skladeb
Strana A
1. „Sultans of Swing“

Strana B
1. „Eastbound Train“

## Sestava
- Mark Knopfler - zpěv, elektrická kytara
- David Knopfler - rytmická kytara
- John Illsley - basová kytara
- Pick Withers - bicí

## Pozice v žebříčcích
| Žebříček (1978-1979)                  | Vrcholové pozice |
| ------------------------------------- | ---------------- |
| Belgie (Ultratop)                     | 14               |
| Francie (SNEP)                        | 36               |
| Nizozemí (Dutch Top 40)               | 11               |
| Irsko (IRMA)                          | 6                |
| Kanada (RPM Adult Contemporary)       | 26               |
| Kanada (RPM Top Singles)              | 4                |
| Německo (Media Control Charts)        | 20               |
| Nový Zéland (RIANZ)                   | 12               |
| South African Chart                   | 3                |
| Spojené království (UK Singles Chart) | 8                |
| Itálie (fimi)                         | 12               |
| USA Billboard Hot 100                 | 4                |